# 维生素C
維生素C（英語：Vitamin C），又稱抗壞血酸（英語：ascorbic acid），是一種存在於各種食物的維他命，也被作為營養補充品銷售，可用於預防及治療壞血病。維他命C是參與組織修復和某些神經遞質中的酶促生產。它是幾種酶的功能中所必需的，並且對於免疫系統運作很重要。它還可用作抗氧化劑。
目前没有证据支持其可用於預防普通感冒。然而有些證據顯示，經常服用可縮短患感冒的時間。维生素C營養補充劑對預防及治療癌症、預防及治療心血管疾病或預防及治療認知障礙症沒有幫助，维生素C補充劑對重大心血管事件、心肌梗塞、中風、總死亡和心臟死亡的發生率沒有影響。服用可透過口服或注射。
維他命C通常耐受性良好。大劑量服用可能會導致胃腸道不適、頭痛、睡眠困難及皮膚潮紅。在懷孕期間，正常劑量是安全的。美國國家醫學院建議不要大劑量服用。
維他命C於1912年被發現，1928年被分離出來，並於1933年成為第一種化學合成維他命。在世界衛生組織基本藥物標準清單中列在「維生素和礦物質」，非藥物。維他命C可以是廉價的非專利和非處方類藥物來獲得。阿爾伯特·聖捷爾吉及華特·霍沃思因其發現而分別獲授予1937年諾貝爾獎（生理學或醫學獎/化學獎）。含維他命C的食物包括柑橘類水果、奇異果、番石榴、花椰菜、抱子甘藍、彩椒、番茄、馬鈴薯及草莓。長時間存放或烹飪可能會降低食品中的維他命C含量。
它亦是高等靈長類動物與其他少數生物的必需營養素。維生素C在大多数生物體内可藉由新陳代謝製造出來，但是有许多例外，比如人類，缺乏維生素C會造成壞血病。
維他命C可作營養補充劑以預防或治療壞血病，目前並無證據顯示可預防感冒。維他命C可藉由口服或注射來攝取。
維生素C的藥效基團是抗壞血酸離子。在生物體內，維生素C是一種抗氧化劑，因為它能夠保護身體免於氧化劑的威脅，維生素C同時也是一種輔酶。
維生素C也是一種抗氧化劑和防腐劑的酸度調節劑。多個E編碼收錄維生素C，不同的數字取決於它的化學結構，像是E300是抗壞血酸，E301為抗壞血酸鈉鹽，E302為抗壞血酸鈣鹽，E303為抗壞血酸鉀鹽，E304為酯類抗壞血酸棕櫚和抗壞血酸硬脂酸，E315為異抗壞血酸除蟲菊酯。
維他命C最早發現於1912年，在1928年首次被分離出來，在1933年首次被製造出來，於世界衛生組織基本藥物標準清單上名列有案，是建立照護系統時相當重要的必備基礎藥物之一。維他命C已經是通用名藥物，也是成藥。在發展中國家的批發價約在每月0.19到0.54美元之間，有些國家將抗壞血酸加入食物，像是營養麥片。

## 生物學意義
維他命C是某些動物的必需營養素，包括人類。「維他命C」一詞涵蓋了幾種在動物體內具維他命C活性的特定維他命。一些膳食補充劑中也使用抗壞血酸鹽（Ascorbate salts），如抗壞血酸鈉（sodium ascorbate）和抗壞血酸鈣（calcium ascorbate）。這些在消化時釋放抗壞血酸。抗壞血酸鈉和抗壞血酸鈣都天然存在於體內，它們的形式根據pH值而互相轉變。分子的氧化形式如脫氫抗壞血酸可透過還原劑轉化回抗壞血酸。
維他命C在動物（和人類）的許多酶促反應中有著輔因子的作用，它調解各種生物學功能中的基本要素，包括傷口癒合和膠原蛋白的合成。對人類來說，維他命C缺乏症會導致膠原蛋白合成受損，導致壞血病更嚴重的症狀。維他命C的另一種生物化學的角色是充當抗氧化劑（還原劑），透過供應電子給各種酶促和非酶促反應。這樣會把維他命C轉化為氧化狀態—半脫氫抗壞血酸（semidehydroascorbic acid）或脫氫抗壞血酸。這些化合物可透過穀胱甘肽和依賴菸酰胺腺嘌呤二核苷酸磷酸（NADP）的酶促機制還原到還原狀態。
在植物中，維他命C是一種抗壞血酸過氧化物酶的酶基質。該酶利用抗壞血酸透過將其轉化為水（H2O）及氧氣以中和過量的過氧化氫（H2O2）。

## 缺乏症狀
攝入超出參考膳食攝取量的膳食補充品以達到高於65 μmol/L（1.1mg/dL），血清水平就會被認為是飽和。一般定義充足的維他命C是在50 μmol/L以上，低於23 μmol/L時會出現維他命缺乏症（hypovitaminosis），而低於11.4μmol/ L時會出現維他命不足。根據2003-2004年美國納漢斯（NHANES）的調查數據顯示，20歲以上成人血清中的維他命C濃度平均值和中位數分別為49.0 μmol/L及54.4 μmol/L，維他命C不足者佔的百分比為7.1％。
壞血病是缺乏維他命C而引起的維生素缺乏症，此時人體製造的膠原蛋白會變得不穩定而無法正常發揮功能，體內的其他幾種酶亦無法正常運作。壞血病的病癥是皮膚上出現紅色斑點和皮下出血、海綿狀的牙齦，螺旋形的頭髮生長，和傷口癒合不良。大腿和小腿出現皮膚病變最多，患者看起來膚色蒼白、感到鬱悶，部分患者甚至會陷入癱瘓。在壞血病晚期，有些會出現開放性的化膿傷口、牙齒脫落、骨骼異常，並最終死亡。人體只能儲存小量的維他命C，故若不食用新鮮的補給品，人體內的儲存將會很快被耗盡。
在1960年代後期至1980年代期間，在英國和美國愛荷華州對二戰期間的良心拒服兵役者進行了人體飲食研究，結果誘導了壞血病。在開始進行不含維他命C的飲食後大約四個星期，研究對象出現壞血病的第一個跡象，而在較早的英國研究中，此情況需要6－8個月才會出現，這可能是由於該組別在開始進行壞血病飲食之前的六個星期，預先加載了每天70mg的營養補充劑。在兩項研究中，那些男性血液中的抗壞血酸水平都太低，無法準確測定出現壞血病跡象的時間。這些研究都指出，每天僅補充10mg的維他命C就可以完全逆轉所有壞血病的明顯症狀。

## 功能作用

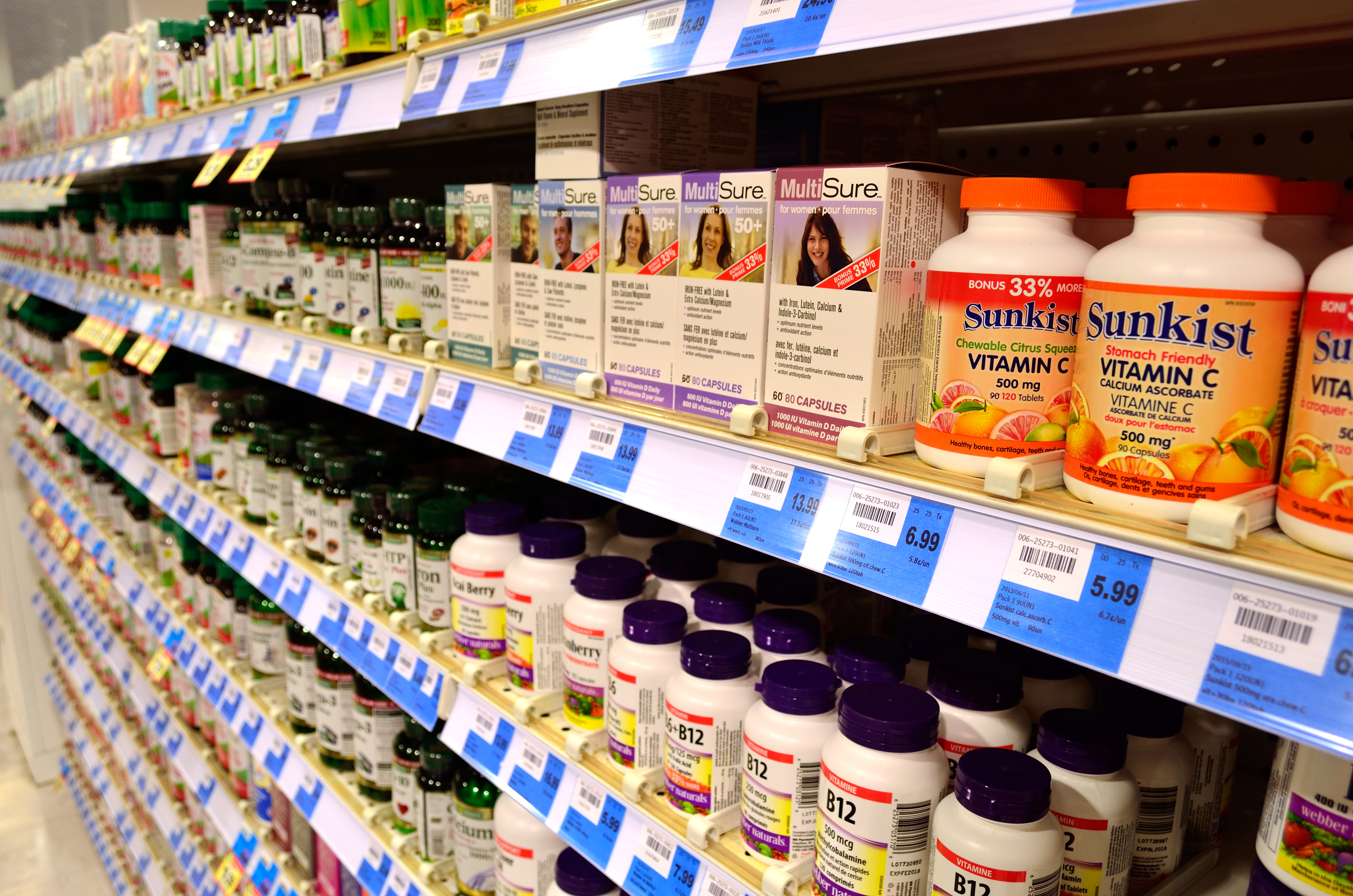
在藥房中售賣的維他命C補充劑。

維他命C在治療壞血病中具有決定性作用，而壞血病是由於缺乏維他命C引起的。除此之外，維他命C對預防或治療各種疾病中的作用存在爭議，評論的結果有著矛盾的結果。2012年考科藍的評估報告指維他命C補充劑對總死亡率並沒有影響。它在世界衛生組織基本藥物標準清單中列在「維生素和礦物質」，是醫療系統裡最安全、最有效的藥物。

### 壞血病
壞血病是由於缺乏維他命C而引起的，可以食用富含維他命C的食物或服用膳食補充劑預防和治療。在
一項監獄研究中在不含維生素 C 的飲食約四周後開始出現壞血病症狀。疾病的早期症狀為不適和昏睡，繼而發展為呼吸急促、骨痛、牙齦出血、容易受傷、傷口癒合不良，最後發燒、抽搐並最終死亡。研究報告稱，每天僅需補充 10 毫克即可完全逆轉壞血病的所有明顯症狀。治療方法包括口服藥物、肌肉注射或靜脈注射。壞血病的症狀早在希波克拉底（公元前460年—公元前380年）即有描述。在現代，英國皇家海軍外科醫生詹姆斯·林德於1747年的早期對照試驗中，顯示柑橘類水果可以預防該疾病。從1796年開始，英國皇家海軍發放檸檬汁予所有船員。

### 感染

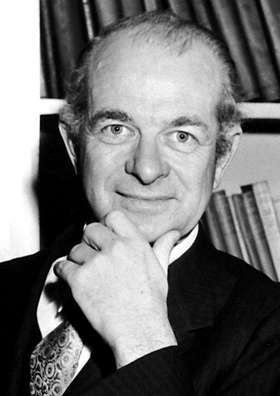
諾貝爾獎得獎者萊納斯·鮑林於其1970年的著作中提倡服用維他命C以預防普通感冒。

維他命C對普通感冒的研究已分為對普通感冒的預防、持續時間和嚴重性的影響。2012年考科藍的報告指每天觀察至少200毫克，結論是定期服用維他命C不能有效預防普通感冒。他們把分析限制為每天使用至少1,000mg的實驗也沒有看到預防的益處。然而，定期服用維他命C確實可以減少8％的成年人及14％兒童的平均持續時間，並且降低了感冒的嚴重程度。部份兒童，每天服用 1 至 2 克維生素 C 可使感冒時間縮短 18%。。隨後的兒童綜合分析發現維他命C於預防及減少上呼吸道感染的持續時間方面具有統計學意義。成年人試驗的分組報告指，補充品能夠減少於亞北極地區的馬拉松運動員、滑雪者或士兵中半數感冒的發生。另一項試驗著眼於治療用途，這意味著除非人們感到開始患感冒，否則不會開始使用維他命C。其中，維他命C不會影響持續時間或嚴重程度。較早的評論指出，維他命C不能預防感冒、不會縮短病程，也不會降低嚴重程度。考科藍報告的作者得出以下結論：
維他命C補充品未能減少一般人感冒的發生率，這表示規律補充維他命C是不合理的...定期補充品的試驗已經表明維他命C可以減少感冒的持續時間，但這在少數已進行的治療性試驗中未能重現。儘管如此，鑑於常規補充品研究中，維他命C對感冒的持續時間和嚴重程度的一致效果，以及低成本和安全性，普通感冒可能值得患者自體測試以決定治療性的維他命C是否有益。有必要進行進一步的治療性隨機對照試驗。
高濃度的維他命C容易地分布進入免疫細胞，它們具有抗微生物剂和自然殺傷細胞活性，促進淋巴細胞增殖，並在感染期間迅速消耗，這些作用表明在免疫系統調節中具顯著的作用。歐洲食品安全局發現到，在成年人和三歲以下兒童於飲食中維他命C的攝入量與正常免疫系統的功能之間存在著因果關係。
在1970年鮑林提倡維生素C來預防和治療感冒，過去30年進行的大量研究清楚證明，每日補充維生素C，無論100毫克或5000毫克，都無法預防感冒，而且只能對部分人產生輕微的緩解和縮短感冒持續時間的效果。研究總結作者道：“我和其他人一樣，經常感冒，而且感冒嚴重，因此我認為，終生每天服用三次維生素C或許可能有微小益處，不值得承擔風險，不論風險多小。”

### 癌症
維他命C是否對癌症有所影響有兩種說法。第一，在沒有額外的膳食補充劑下，在正常飲食攝入量範圍內，攝取更多維他命C的人罹患癌症的風險更低，如果是這樣的話，口服補充劑有同樣的益處嗎？第二，對於被診斷出患有癌症的人，能否靜脈注射大量抗壞血酸以治療癌症，減少其他治療方法的不良影響，從而延長生存期並改善生活質素。2013年的考科藍報告發現沒有證據表明維他命C補充劑能夠令健康人士，以及由於吸煙或接觸石棉的高危人士降低患上肺癌的風險
。第二項綜合分析發現對前列腺癌的風險並沒有影響。兩項綜合分析評估了維他命C補充劑對大腸癌風險的影響。一個發現維他命C攝入量與降低風險之間存在著較弱的關聯，另一個則發現維他命C補充劑無效。2011年的一項綜合分析未能找到維他命C補充劑預防乳癌的支持，但第二項研究得出的結論是，維他命C可能與增加經已確診患者的生存率。
在正分子醫學的類目中，「靜脈注射維他命C是一種具爭議的附屬性癌症治療，廣泛用於自然療法及一體化的腫瘤學領域。」隨著口服給藥的吸收效率因分量增加而降低，靜脈給藥繞過這一點。這樣做可以使血漿濃度達到每升5-10 mmol，遠遠超過口服的每升約0.2 mmol的限量。其機制的理論是矛盾的。在高組織濃度下，抗壞血酸被認為是促氧化劑，會產生過氧化氫（H2O2）殺掉腫瘤細胞。同一文獻聲稱抗壞血酸充當抗氧化劑的作用，從而減少化學療法及放射治療的不良影響。該領域的研究仍在繼續進行，但2014年的一項研究得出結論：「目前，在臨床試驗之外，不建議大劑量靜脈注射維他命C（作為抗癌藥）。」2015年的研究補充道：「在癌症患者中使用抗壞血酸補充劑，無論是增強化療的抗腫瘤作用或是降低其毒性，這裡都沒有高質量的證據支持表明。抗壞血酸的抗腫瘤作用證據，僅限於病例報告和觀察性研究及非對照性研究。」
美國癌症協會評論，整體而言，正分子醫學所提倡的大劑量攝取維生素並不符合科學共識，目前的科學證據並不支持「正分子療法所宣傳治療的大多數疾病」。。癌症醫學教科書指出「沒有證據表明大劑量維生素或正分子療法對治療任何疾病有效」。
正分子療法或分子矯正醫學對治療任何疾病都沒有證據。替代醫學業者強調「天然」食品及療法卻同時鼓吹購買營養補充品，大劑量維生素或靜脈注射，形成了諷刺的對比與矛盾。儘管正分子醫學的效果未得到證實，但在癌症患者中，服用高劑量維生素也很常見。英國癌症研究基金會表示，癌症患者若將維生素和膳食補充劑用作常規治療的替代品「可能損害健康，並大大降低治愈或控制癌症的機會」。

### 心血管疾病
2017年考科藍資料庫系統性文獻回顧，沒有證據表明服用維他命C可以減少心血管疾病。2013年的一項調查發現，沒有證據表明維他命C補充劑可以降低心肌梗塞、中風、心血管疾病死亡率的風險，或各種原因的死亡率。2013年的另一篇研究發現高血中濃度的維他命C和飲食中的維他命C之間存在著關聯，並降低中風的風險。2014年的一項調查發現，當每天服用劑量大於500mg的維他命C時，維他命C對內皮細胞功能（endothelial function）有積極作用。內皮細胞是一層排列在血管內壁的細胞。在健康志願者（包括健康吸煙者）中未觀察到維他命C對內皮功能的影響。

### 腦功能
2017年的一項系統性評估發現，跟具有正常認知能力的人相比，認知障礙患者（包括阿茲海默症及認知障礙症）體內的維他命C濃度較低。但是，認知測試依賴於簡短智能測驗，這只是認知能力的一般測試，這表明在評估維他命C對正常人及殘障人士中認知能力的潛在重要性來說，整體研究的質量較低。阿茲海默症患者營養狀況的綜述報告指，血漿中維他命C的含量較低，而且還有血液中葉酸、維他命B12及維生素E的水平較低。

### 其他疾病
研究檢查維他命C攝入量對阿茲海默症風險的影響，結果得出了矛盾的結論。保持健康的膳食攝取可能比補充劑更能獲得任何潛在的益處。2010年的一篇評論發現，維他命C補充劑於治療類風濕性關節炎中沒有作用。維他命C補充劑不能預防或減慢跟年齡有關的白內障進程。

### 其他
在人體內，維生素C是高效抗氧化劑，用來減輕抗壞血酸過氧化物酶（ascorbate peroxidase）基底的氧化應力（oxidative stress）。還有許多重要的生物合成過程中也需要維生素C參與作用。
維生素C為8種不同的酵素作為電子供體：
- 其中3種參與膠原羥化。[74][75][76]這些反應將羥基放入氨基酸的脯氨酸或賴氨酸，再將此胺基酸加入至膠原蛋白分子內（經由脯氨羥化酶和羥化酶），從而使膠原蛋白分子能夠承擔其三重螺旋結構，使得維生素C必須在維護組織、血管和軟骨的時候使用。[77]
- 其中兩種要參與組合肉鹼。[78][79]肉鹼在運輸脂肪酸進入粒線體製造ATP的時候是必需品。
- 剩下的三種有以下功能：
  - 多巴胺參與腎上腺素來合成多巴胺羥化酶。[80][81]
  - 另一種酶加入胺基成為縮胺酸激素，大大增加其穩定性。[82][83]
  - 其中一種調節酪氨酸代謝。[84][85]血漿中的維生素C的累積含量超過100倍的生物器官組織為腎上腺、腦垂體、胸腺、黃體酮及視網膜。[86]而包括腦、脾、肺、睪丸、淋巴結、肝、甲狀腺、小腸黏膜、白血球、胰臟、腎臟、唾液腺等器官組織內的維生素C的含量也高於血漿中的維生素C 10至50倍。

## 發現歷史

### 民間醫學
人們自遠古時代已經知道需要進食新鮮蔬菜或生的肉類以預防疾病。生活在邊緣地區的原住民將這相關行為與他們的藥用知識結合。例如，在溫帶地區使用雲杉的針葉，或是沙漠地區抗旱樹種的葉製成用作輸液用途的針。
1536年，法國探險家雅克·卡蒂亞在探索聖羅倫斯河時，利用當地原住民的知識救助同行的人免死於壞血病。他把煮沸的水加入崖柏屬喬木針葉來泡茶，後來發現該茶中每100克含有50毫克的維他命C。

### 大海上的壞血病

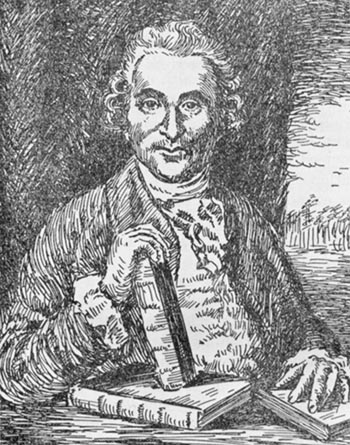
英國皇家海軍外科醫生詹姆斯·林德於1747年首次記錄對照實驗，證實新鮮水果能夠治療壞血病。

綜觀歷史，有時當地機關會建議利用有利於長時間儲存蔬菜的方式度過漫長的航海旅程。
在公元前約400年的文獻資料中，希波克拉底已有壞血病的描述。

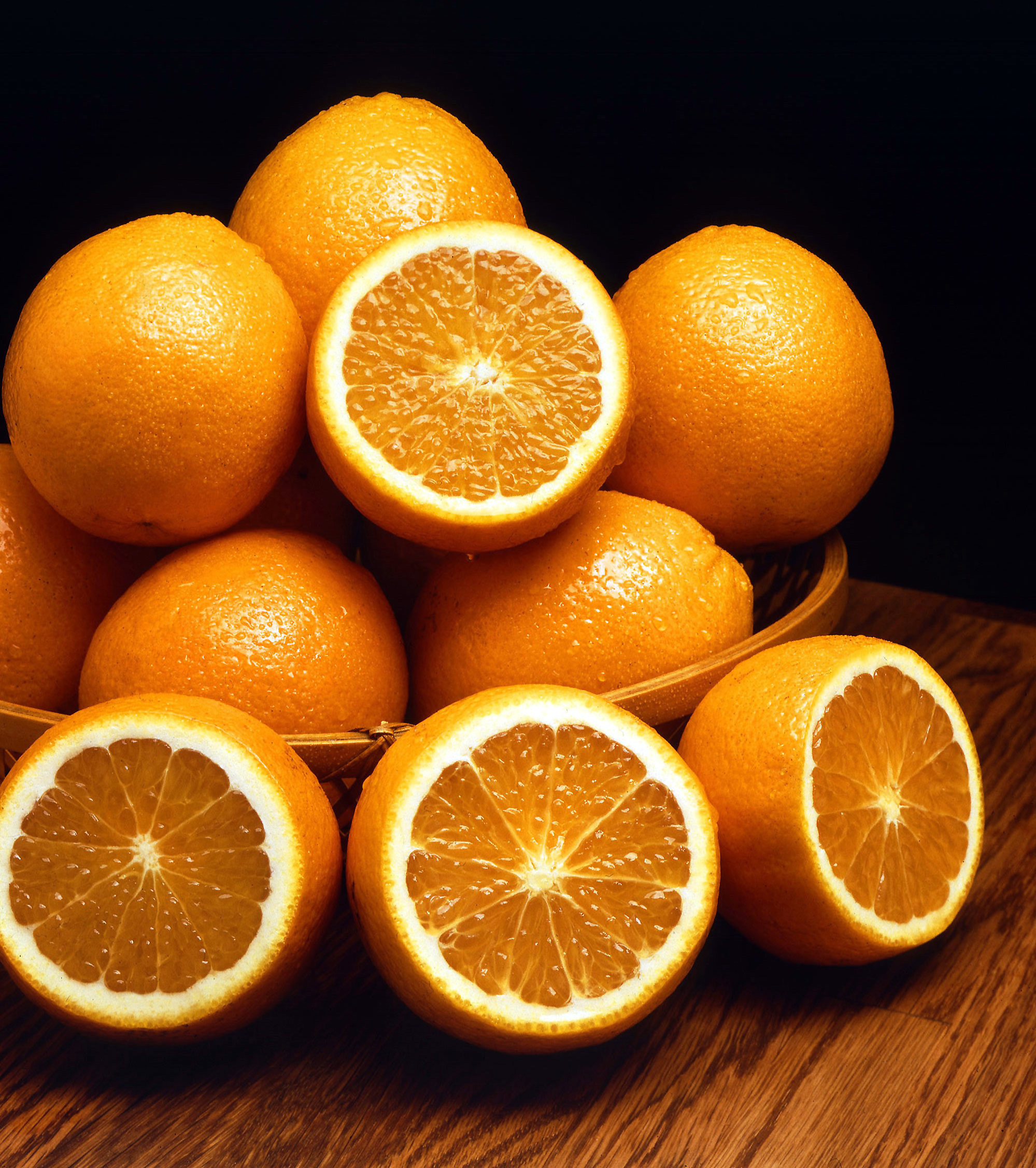
柑橘是第一種能夠攜帶到船上的富維他命C食物。

在1497年，瓦斯科·達嘉馬的探險中，已知柑橘類水果具治療作用。後來，葡萄牙人在聖海倫娜種植了果樹和蔬菜，那是從亞洲出發的回程航行的停靠點，讓過往船隻持續航行。
當局偶爾會推薦使用植物性食物，以防止在長程航行中患上壞血病。英國東印度公司的首名外科醫生約翰·伍德爾於1617年的其著作《外科醫生的伙伴（The Surgeon's Mate）》中，推薦檸檬汁具預防性和治療性作用；1734年，荷蘭作家約翰·巴赫斯特倫提出了堅定的意見：「壞血病完全純粹是由於對新鮮的蔬菜和綠色食品的完全禁食，這是獨立的主要病因。」
在漫長的海上航行中，壞血病長期以來一直是遠海航行水手的主要殺手。根據喬納森·蘭姆（Jonathan Lamb）的說法，「1499年，瓦斯科·達嘉馬從170名船員中失去了116名；1520年，麥哲倫失去了230人中的208人；...主要是壞血病。」
壞血病對偏遠水手與士兵這類不易食用新鮮蔬果的人是很常見的。首個嘗試對這種病因提供科學依據的是由英國皇家海軍的一名外科醫生詹姆斯·林德撰寫，那是他於1747年對照實驗的首次記錄，證實新鮮水果能夠治療壞血病。在1747年5月在海上航行期間，所有人都進食完全相同的食物，林德為一些船員每天提供兩個橙子和一個檸檬，而其他船員則繼續飲用蘋果酒、醋、稀硫酸或海水，這是世界上首個受控實驗之一。結果顯示，進食柑橘類水果的船員情況好轉，可以預防這種疾病，而其他船員狀況依然。1753年，林德於其《壞血病專論（Treatise on the Scurvy）》中發表其實驗作品。林德的作品之所以延遲出版，部分原因是他的作品中的證據出現互相矛盾的地方，還有一部分原因是海軍方面認為好轉的船員還是很虛弱，因此當時船長認為林德的建議沒有效用，並認為這些果汁無法治療壞血病。此外，新鮮水果於船上保存很昂貴，長時間保存在船上也非常困難，而將其煮沸成果汁雖易於儲存，但當中的維他命會破壞（尤其是在銅製鍋中煮沸）。到了1796年，英國皇家海軍才採用檸檬或青檸的果汁作為海上的標準品，作為壞血病的解決方案。1860年，由於整個皇家海軍在英屬西印度殖民地能夠採得青檸，而檸檬在那邊因沒有檸檬樹而價格比較昂貴，他們因此使用青檸汁，這使美國人對英國人暱稱為「英國佬（limey）」作英國人的代名詞。庫克船長在帶領其船員到夏威夷群島，最先論證使用新鮮蔬果跟德國酸菜般的醃漬蔬菜的優點，成功讓他的船員沒有因壞血病而死亡。英國海軍部（British Admiralty）因此授予他一枚獎章。
在近代，「抗壞血病（antiscorbutic）」一詞於18世紀至19世紀用於已知可預防壞血病的食物。這些食物包括檸檬、青檸、橙、酸菜、椰菜、麥芽和便攜式湯。1928年，加拿大北極人類學家菲爾賈馬爾·斯特凡森表明，因紐特人（Inuit）以主要是生肉的飲食來避免患壞血病。後來位於加拿大北部育空地區第一民族的甸尼人、因紐特人及梅蒂人進行的傳統飲食研究指出，他們平均每天的維他命C攝取量為52-62毫克，跟估計的平均參考膳食攝取量的需求相當。

### 抗壞血酸的發現

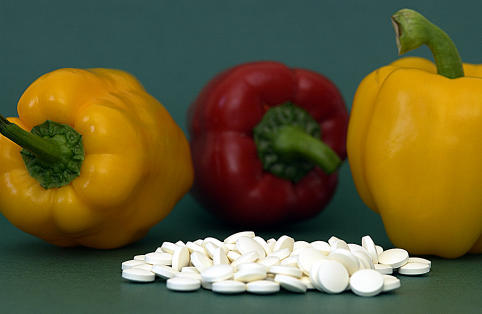
阿爾伯特·森特—喬爾吉（Albert Szent-Györgyi）當他居於作為辣椒粉（紅辣椒）工業中心的塞格德時，他找到一種可以大量生產用於研究為目的之維他命C方法之後，他獲得諾貝爾獎。

維他命C於1912年被發現，1928年被分離出來，並於1933年被合成，使其成為第一種被合成的維他命。此後不久，塔德烏斯·賴希斯坦（Tadeusz Reichstein）通過現在稱為賴希斯坦程序的方法成功地大量合成維他命，這使得廉價生產維他命C成為有可能的事情。羅氏於1934年以商標名稱維多C註冊作為合成維他命C，並開始將其作為膳食補充劑投入市場。
1907年，挪威醫生阿克塞爾·霍爾斯特及西奧多·諾普利在研究船上的腳氣病時，發現了一種有助於識別抗壞血因子的實驗動物模型，他們以穀物和麵粉餵養豚鼠的測試，當產生壞血病而不是腳氣病時二人感到驚訝。幸運的是，這個物種不能自身製造維生素C，而老鼠卻會這樣。
1912年，波蘭生物化學家卡西米爾·芬克綜合了以往的試驗結果，提出了維他命的概念。其中之一被認為是抗壞血球因子。1928年，儘管其化學結構尚未確定，這種東西被稱為「水溶性C」。
1928年北極地區的人類學家菲爾賈馬爾·斯特凡森試圖證明為何愛斯基摩人能夠在毫無蔬菜的飲食中不會得到壞血病，而有類似高肉類飲食的歐洲極地探險家卻會出現病症。他認為那些原住民是從微煮的肉類中獲得維他命C。所以從1928年開始，一年中他和他的同事在醫務人員的監督下採用完全的微煮肉類飲食；而這一年他們並沒出現壞血病。
從1928年到1932年，阿爾伯特·聖捷爾吉和約瑟夫·L·史維爾比（Joseph L. Svirbely）的匈牙利團隊，以及查爾斯·格倫·金的美國團隊首先從生物中分離出維他命C，從而確定了抗壞血球因子的存在。聖捷爾吉從動物腎上腺分離出己醣醛酸（hexuronic acid），並懷疑這就是抗壞血球因子。1931年後期，聖捷爾吉把最後一個腎上腺來源的己醣醛酸交給史維爾比，暗示它可能是抗壞血酸的因子。到了1932年春天，金的實驗室已經證明了這一點，但是在發表結果時卻沒有讓聖捷爾吉獲得榮譽。此事導致出現有關優先權的激烈爭議。
1933年，華特·霍沃思透過化學方式將維他命鑑定為L-己醣醛酸（L-hexuronic acid），從而證明了1933年的合成。聖捷爾吉及霍沃思提出把L-己醣醛酸（L-hexuronic acid）命名為α-抗壞血酸（a-scorbic acid）和化學方式的L-抗壞血酸（l-ascorbic acid），以紀念其對抗壞血病的活動。該術語的詞源是來自拉丁語，「a-」表示遠離或偏離，而「-scorbic」是來自中世紀拉丁語「scorbuticus（與壞血病有關）」，跟古北歐語「skyrbjugr」、法文「scorbut」、荷蘭語「scheurbuik」，及低地德語「scharbock」同源。聖捷爾吉因這部分的發現而被授予1937年的諾貝爾生理學或醫學獎，而霍沃思則共同獲得該年的諾貝爾化學獎。由於霍沃思與艾德蒙·赫斯特及塔德烏什·賴希施泰因在1933到1934年間分別最早成功研發人工合成的維他命C，讓維他命C得以大量製造。
1934年，羅氏藥廠成為第一家大量生產維他命C的製藥工廠。
1957年，J·J·伯恩斯（J.J. Burns）發現，某些哺乳動物容易患上壞血病，因為牠們的肝臟不會生產一種酶稱為L-古洛內酯氧化酶，那是合成維他命C的四種酶的最後一個鏈接。美國生物化學家艾爾文·史東是首個利用維他命C作為食物防腐性能，以此來保鮮的人。後來他提出了一種理論，認為人類具有L-古洛內酯氧化酶突變形式的編碼基因。
2008年，蒙佩利爾大學的研究人員發現，紅血球在人類和其他靈長類動物中經已進化出一種機制，通過將氧化的L-脫氫抗壞血酸（DHA）循環轉回抗壞血酸供身體再利用，從而更有效地利用身體體內存在的維他命C。該機制未有被發現存在於能夠自我合成維他命C的哺乳類動物中。

## 膳食

### 官方每日建議需求量
| 美國維他命C建議量（mg／每天） | 美國維他命C建議量（mg／每天） |
| ----------------------------- | ----------------------------- |
| 1—3歲兒童RDA                  | 15                            |
| 4—8歲兒童RDA                  | 25                            |
| 9–13歲兒童RDA                 | 45                            |
| 14—18歲女孩RDA                | 65                            |
| 14—18歲男孩RDA                | 75                            |
| 成年女性RDA                   | 75                            |
| 成年男性RDA                   | 90                            |
| 懷孕期RDA                     | 85                            |
| 哺乳期RDA                     | 120                           |
| 成年女性UL                    | 2,000                         |
| 成年男性UL                    | 2,000                         |

各個國家機構已經制定了成年人攝入維他命C的建議：
- 印度海得拉巴國家營養研究所（英语：National Institute of Nutrition, Hyderabad）：每天40毫克[121]；
- 英國食品標準局：每日40毫克[19]。
- 聯合國世界衛生組織：每天45毫克／每星期300毫克[122][123]；
- 歐洲聯盟委員會營養標籤委員會：每天80毫克[124]；
- 加拿大衛生部（2007年）：每天90毫克（男性）和每天75毫克（女性）[125]；
- 美國國家科學院：每天90毫克（男性）和每天75毫克（女性）[3]；
- 美國國家科學學會：每日60–95毫克[126]；
- 日本國立衛生研究院：每天100毫克[127]；
- 歐洲食品安全局：每天110毫克（男性）和每天95毫克（女性）[128]。
- 中華民國衛生福利部「國人膳食營養素參考攝取量及其說明」[129]。成年未成年人 100 mg。孕婦 110 mg，哺乳婦 140 mg。

※ 建議攝取量是針對一般健康個體，在身體製造大量抗體與補體時，作為必要反應物之一的維他命C需求量勢必增加（請參閱免疫與生化學關於抗體與補體產生的反應流程）。
在2000年，北美參考膳食攝取量有關維他命C的一個章節，成年男性的推薦膳食攝取量（RDA）更新為每天90毫克，成年女性為每天75毫克，但不要超過每日2,000毫克。其他跟人類一樣無法自行產生維他命C的物種則需要人類建議攝取量的20—80倍，而科學家們也在爭論著最佳攝取的頻率（每次服用量與服用時間間隔）。不過以一般成年人而言，即使維他命C攝取不足，只要飲食均衡的話，還是能夠預防急性壞血病。然而對於懷孕、吸煙或是壓力大的人士就需要攝取多一點。他們並設定成年人的可耐受最高攝取量（UL）為每天2,000毫克。選擇此量是因為人體試驗報告指，攝入量每天超過3,000毫克時會出現腹瀉和其他胃腸道疾病，不過只要立刻降低攝取量就不會對人體有害。這稱為最低觀察到的不良反應水平（LOAEL），意味著在高攝入量下會觀察到有其他不良影響。歐洲食品安全局（EFSA）在2006年對安全性問題進行了審查並得出結論，這裡沒有足夠的證據訂立維他命C的可耐受最高攝取量（UL）。日本國立健康與營養研究所於2010年審查了相同的問題，他們得出的結論是：這裡沒有足夠的證據制定可耐受最高攝取量（UL）。
| 歐洲食品安全局的維他命C建議量（mg／每天） | 歐洲食品安全局的維他命C建議量（mg／每天） |
| ----------------------------------------- | ----------------------------------------- |
| 1—3歲兒童RDA                              | 20                                        |
| 4—6歲兒童RDA                              | 30                                        |
| 7–10歲兒童RDA                             | 45                                        |
| 11—14歲青少年兒童RDA                      | 70                                        |
| 15—17歲女孩RDA                            | 90                                        |
| 15—17歲男孩RDA                            | 100                                       |
| 懷孕期RDA                                 | 100                                       |
| 哺乳期RDA                                 | 155                                       |

對於歐洲聯盟，歐洲食品安全局（EFSA）對成人和兒童均提出了更高的建議，見表：
- 1—3歲兒童：每天20毫克；
- 4—6歲兒童：每天30毫克；
- 7–10歲兒童：每天45毫克；
- 11—14歲青少年兒童：每天70毫克；
- 15—17歲女孩：每天90毫克；
- 15—17歲男孩：每天100毫克；
- 懷孕期女性：每天100毫克；
- 哺乳期女性：每天155毫克；

美國國家健康統計中心每半年進行一次國家健康和營養檢查調查（NHANES），以評估美國成年人和兒童的健康及營養狀況。當中一些結果被報告為題《我們在美國吃甚麼》。2013-2014年的調查報告指，對於20歲及以上的成年人，男性平均每天攝入83.3毫克，而女性平均每天攝入75.1毫克。這意味著一半的女性和超過一半的男性不食用RDA中的維他命C。同一項調查表明，大約30％的成年人報告他們食用了維他命C膳食補充劑或包含維他命C的多種維生素／礦物質補充劑，這些人的總消秏量在每天300—400毫克之間。
另一方面，印度提出的建議要低得多：
- 1歲至成人：每天40毫克；
- 懷孕期女性，每天60毫克；
- 哺乳期女性，每天80毫克；[121]

顯然，各國之間沒有達成共識。
| 中華民國行政院衛生署維他命C建議攝取量 | 中華民國行政院衛生署維他命C建議攝取量 | 中華民國行政院衛生署維他命C建議攝取量 |
| ------------------------------------- | ------------------------------------- | ------------------------------------- |
| 年齡                                  | 建議攝取量 （mg／天）                 | 上限攝取量 （mg／天）                 |
| 0—3個月嬰兒                           | 40                                    |                                       |
| 6—9個月嬰兒                           | 50                                    |                                       |
| 1歲—3歲兒童                           | 40                                    | 400                                   |
| 4歲—6歲兒童                           | 50                                    | 650                                   |
| 7歲—9歲兒童                           | 60                                    | 650                                   |
| 10歲—12歲青少年                       | 80                                    | 1,200                                 |
| 13歲—15歲青少年                       | 90                                    | 1,800                                 |
| 16歲—71歲                             | 100                                   | 2,000                                 |
| 懷孕期女性                            | 110                                   | 2,000                                 |
| 哺乳期女性                            | 140                                   | 2,000                                 |

跟非吸煙者相比，香煙吸食者和暴露於二手煙人士的血清中維他命C水平較低。該想法是，吸入煙霧會導致氧化損傷，從而消耗這種抗氧化劑維他命。美國醫學研究所估計，吸煙者每天需要比不吸煙者多攝取35毫克的維他命C，但並未正式為吸煙者建立更高的RDA。一項綜合分析表明，維他命C攝入量跟肺癌之間存在著反比關係，儘管它得出結論，需要更多的研究來證實這個觀察所得。

### 食品標籤
對於美國食品和膳食補充劑標籤為目的，每個份量以每日數值的百分比來表示（%DV）。對於維他命C標籤為目的，每日數值的100％為60毫克，但自2016年5月27日起，該數值被修訂為90毫克，以使它跟RDA達成協議。參考膳食攝取量中提供了新舊參考每日攝入量。符合規定的原始截止日期為2018年7月28日，但在2017年9月29日，美國食品藥品管理局（FDA）頒布了一項擬議規則，把大公司的截止日期延長到2020年1月1日，而小型公司則為2021年1月1日。歐盟法規要求標籤聲明能量、蛋白質、脂肪、飽和脂肪、碳水化合物、糖和鹽的分量。如果出現在顯著分量時，若大量存在的話，自願基礎上申報的營養成分可能會顯示出來。除了每日數值外，參考攝入量（RI）百分比的數值會顯示出來。對於維他命C，2011年把參考每日攝入量的100％訂為80毫克。
認同藥物替代方案的人（不服用藥物而服用維他命C）則是聲明足以腹瀉的最低劑量才是真正的維他命C需求量。Cathcart與Cameron兩人展示了癌症末期或是嚴重的流行性感冒的患者攝取高達200克的抗壞血酸不會出現任何腹瀉狀況。人體會隨癥狀的加重而增加維他命C的攝取量，來對抗病毒及其他高度緊張的危機。當病症痊癒後，維他命C的飽和量就減少至每天4-15克。維他命C在產生抗體（IgG）與補體的過程當中為必要的成分，故維他命C有輔助消滅病毒的作用，然而人體有補充營養、中和病毒產生的毒素和修復被病毒破壞的體質之必要成份，體內的維他命C於耗盡時會導致病情急速惡化。但在對抗繁殖速度較快的細菌性的感染時（如肺炎雙球菌或黴漿菌），高劑量維他命C只能抗衡（阻止病情惡化）卻不能治癒疾病，身體須配合藥物的使用（如抗生素）方可達到最大的效果。

### 來源
蔬菜水果中含有很多的維他命C。固體維他命C，維他命C化鈣和維他命C化鈉都是很穩定的化合物，在乾燥的空氣和室溫下可以無限期地儲存。從蔬菜水果中攝取維他命C是可以防止壞血病的，然而水果切開後很容易變黃並逐漸轉變成褐色、蔬菜炒得過熟會變黑，這些都是維他命C氧化的結果。因此蔬菜水果若未經加熱的話可攝取最多的維他命C。
片裝維他命C固體補充劑在市面上很普遍，早年是從天然水果提煉的，現在則完全是從葡萄糖以化學及發酵方式合成。合成的維他命C由於經過細菌發酵，因此跟天然的維他命C完全相同，同樣的有右旋旋光性。有藥廠將1克維他命C粉末和碳酸鈣、碳酸鈉等的粉末壓成片裝，服用時將其置於水中就會如汽水般冒出氣泡，稱為維他命C泡腾片或維他命C發泡錠。如以治療為目的去服用大量的維他命C，則不適宜使用抗壞血酸鈣，因為過量的鈣會消耗維他命C以排出體外，因此口服需要使用純粹的維他命C（抗壞血酸）。而維他命C的靜脈注射或皮下注射，則必須使用抗壞血酸鈉溶液。

#### 植物來源

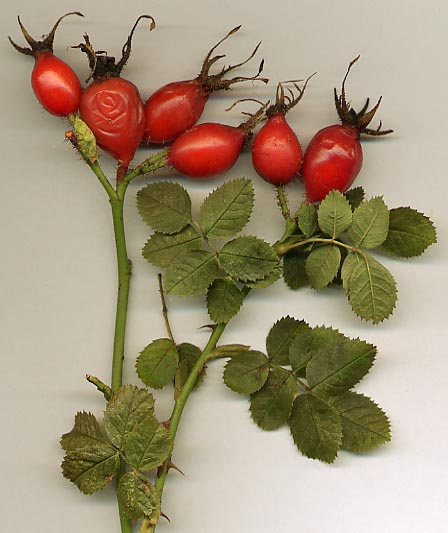
玫瑰果是維他命C的一種特別豐富的來源。

雖然植物性食物通常是維他命C的良好來源，但植物性食物中的含量取決於該植物的種類、土壤狀況、生長氣候、採摘後的時間長短、儲存條件和製作方法。
下列列表顯示了不同原始植物來源中的近似及相對富足度。由於有些植物是新鮮分析的，而另一些則是乾燥的（因此人為地增加了維他命C等單個成分的濃度），數據可能會發生變化，並難以進行比較。
每100克蔬菜或水果中可食用部分的含量（毫克）：
| 農作物來源 | 每100克含量 （mg） |
| ---------- | ------------------ |
| 費氏欖仁   | 1,000 — 5,300      |
| 卡姆果     | 2,800              |
| 針葉櫻桃   | 1,677              |
| 沙棘屬果實 | 695                |
| 棗         | 500                |
| 餘甘子     | 445                |
| 玫瑰果     | 426                |
| 猴面包果   | 400                |
| 番石榴     | 228                |
| 黑加侖     | 200                |
| 黃色菜椒   | 183                |
| 紅色菜椒   | 128                |
| 羽衣甘藍   | 120                |

| 農作物來源                                                | 每100克含量 （mg） |
| --------------------------------------------------------- | ------------------ |
| 奇異果、西蘭花、椰菜                                      | 90                 |
| 玫瑰茄                                                    | 89                 |
| 綠色菜椒、洛根莓、紅加侖、 抱子甘藍                       | 80                 |
| 枸杞乾                                                    | 73                 |
| 荔枝                                                      | 70                 |
| 雲莓、接骨木漿果、番木瓜、 草莓、柿                       | 60                 |
| 橙、檸檬                                                  | 53                 |
| 菠萝、椰菜花                                              | 48                 |
| 哈密瓜                                                    | 40                 |
| 西柚、紅桑子、柑橘、熱情果、 菠菜、椰菜、青檸、甘藍、樹莓 | 30                 |
| 黑莓                                                      | 21                 |
| 青檸、芒果、蜜瓜、薯仔                                    | 20                 |

| 農作物來源           | 每100克含量 （mg） |
| -------------------- | ------------------ |
| 番茄                 | 14                 |
| 小紅莓               | 13                 |
| 藍莓、葡萄、寶爪果   | 10                 |
| 菠萝、杏组、李、西瓜 | 10                 |
| 香蕉、胡萝卜         | 9                  |
| 牛油果               | 8.8                |
| 洋蔥                 | 7.4                |
| 櫻桃、桃             | 7                  |
| 蘋果、紅蘿蔔、蘆筍   | 6                  |
| 甜菜根               | 5                  |
| 梨、莴苣             | 4                  |
| 黄瓜                 | 3                  |
| 茄子                 | 2                  |
| 无花果               | 2                  |
| 越桔                 | 1                  |

#### 動物來源

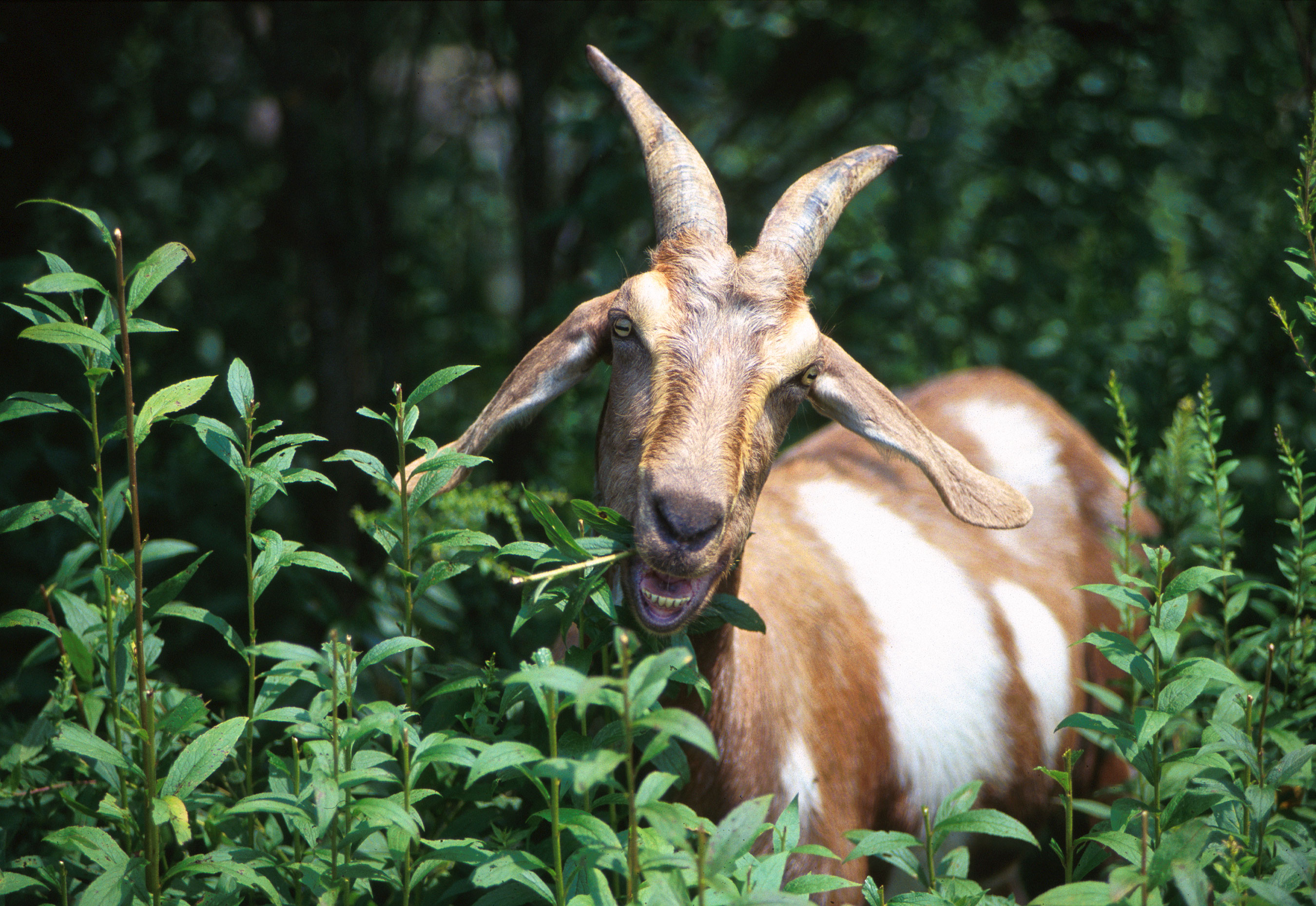
山羊和其他大多數動物一樣，能夠自製身體所需要的維他命C。

動物性食品不能提供太多的維他命C，而其中的維他命C在很大程度上被烹飪時的熱所破壞。例如，未加工的每100克雞肝含有17.9毫克的維他命C，但經過油炸後的含量降低到每100克2.7毫克。雞蛋不論生或熟都不含維他命C。每100克母乳中所含的維他命C份量為5毫克，而一份嬰兒配方奶粉中的6.1毫克（每100克），但牛奶中只含1毫克（每100克）。
| 動物來源     | 每100克含量 （mg） |
| ------------ | ------------------ |
| 羔牛肝（生） | 36                 |
| 牛肝（生）   | 31                 |
| 蠔（生）     | 30                 |
| 鳕鱼卵（炸） | 26                 |
| 猪肝（生）   | 23                 |
| 羊脑（煮）   | 17                 |
| 鸡肝（炸）   | 13                 |
| 羊肝（炸）   | 12                 |
| 羊心（烤）   | 11                 |
| 羊舌（炖）   | 6                  |
| 人奶（鲜）   | 4                  |
| 山羊奶（鲜） | 2                  |
| 牛奶（鲜）   | 2                  |

### 食材準備
維他命C在某些條件下會進行化學分解，其中許多有可能於烹飪食物的過程中發生。各種食物中的維他命C濃度會隨著時間的推進而降低，與儲存它們期間的溫度成正比。烹飪可能會使蔬菜中維他命C含量降低約60％，這可能是由於酶促破壞的增加。較長的烹飪時間可能會加劇這種效果。
食物中維他命C流失的另一個原因是由於淋溶作用，它將維他命C轉移到倒出而不會消耗的煮食水中。西蘭花在烹飪或儲存期間可能會比大部分蔬菜保留更多的維他命C。

### 食物強化
2014年，加拿大食品檢驗局在指導文件「含哪種維他命的食物」、「可能或必須添加的礦質營養素和氨基酸」中評估了抗壞血酸強化食物的效果。當中描述了各種類別食品中的自願性和強制性防禦，在歸類為必須補充維他命C的食物包括水果味飲料、水果混合物和濃縮飲料、低能量飲食中的食物、代餐產品和淡奶。

### 補充劑
維他命C膳食補充劑於多種維他命／礦物質配方中分為片劑、膠囊、包裝混合飲料，及以結晶性粉末作為抗氧化劑配方。維他命C也被添加到某些果汁和果汁飲品中。片劑和膠囊劑的含量分為每劑25毫克至1,500毫克。最常使用的補充化合物為抗壞血酸、抗壞血酸鈉和抗壞血酸鈣。維他命C分子也可以跟脂肪酸棕櫚酸酯結合，產生抗壞血酸棕櫚酸酯，或摻入脂質體中。

### 食物添加劑
抗壞血酸及其某些鹽和酯是添加到各種食物中（例如罐裝水果）常見的添加劑，其作用主要是為了阻止氧化和酶促褐變。有關的歐洲食品添加劑E號為：
- E300抗壞血酸（經已在歐盟[161]、美國[162]和澳洲及新西蘭[163]批准）；
- E301抗壞血酸鈉（經已在歐盟[161]、美國[164]和澳洲及新西蘭[163]批准）；
- E302抗壞血酸鈣（英语：Calcium ascorbate）（經已在歐盟[161]、美國[162]和澳洲及新西蘭[163]批准）；
- E303抗壞血酸鉀（英语：Potassium ascorbate）（經已在澳洲及新西蘭批准[163]，但美國沒有）；
- E304抗壞血酸的脂肪酸酯，如抗壞血酸棕櫚酸酯（英语：Ascorbyl palmitate）（經已在歐盟[161]、美國[162]和澳洲及新西蘭[163]批准；

## 合成
絕大多數動植物都能透過一系列酶促步驟將單醣轉化為維他命C，從而把它合成。酵母不會產生L-抗壞血酸，而是其立體異構—異抗壞血酸。在植物中，這是透過把甘露糖或半乳糖轉化為抗壞血酸來實現的。在動物中，其起始原料是葡萄糖。在一些在肝臟中合成抗壞血酸的物種（包括哺乳動物和雀形目的鳥類）中，葡萄糖是從糖原中提取；抗壞血酸的合成是糖原分解的依賴過程。在人類和無法合成維他命C的動物中，一種酶稱為L-古洛內酯氧化酶（GULO）是催化了生物合成的最後一步，它是高度變異且無功能的。

### 動物合成途徑

脊椎動物中的維他命C生物合成。

有關動物物種中維持血清中維他命C濃度的一些信息，顯示合成維他命C。一項對幾個犬種的研究報告指其平均值為35.9μmol/L。另一份關於山羊，綿羊和黃牛的報告報告的範圍分別為100—110μmol／L、265—270μmol／L和160-350μmol／L。
脊椎動物中抗壞血酸的生物合成始於UDP-葡萄醣醛酸（UDP-glucuronic acid）的形成。當UDP-葡萄糖經歷由UDP-葡萄糖6-脫氫酶的兩次氧化催化後，形成UDP-葡萄醣醛酸。UDP-葡萄糖6-脫氫酶利用輔因子NAD+作為電子受體。轉移酶之稱的UDP-葡萄醣醛酸焦磷酸化酶（UDP-glucuronate pyrophosphorylase）可通過輔因子ADP去除UMP和葡萄醣醛酸激酶，去除最終的磷酸鹽而生成d-葡萄醣醛酸。該化合物的醛基利用一種稱為葡萄醣醛酸還原酶的酶和輔因子NADPH被還原為伯醇，產生L-古洛糖酸（L-gulonic acid）。接下來是內酯形成—在C1上的羰基和C4上的羥基之間—利用水解酶的葡萄糖酸內酯酶。隨後，L-古洛內酯氧化酶跟氧氣產生反應，由L-古洛糖酸內酯氧化酶（L-gulonolactone oxidase）輔助因子FAD+催化，那是在人類及其他簡鼻亞目的靈長類動物中起不到作用（可參見假基因）。該反應產生2-氧代古洛糖內酯（2-oxogulonolactone, 2-酮古洛糖酸內酯），它會自發地烯醇化形成抗壞血酸。
一些哺乳動物失去了合成維他命C的能力（包括類人猿下目及眼鏡猴），它們共同構成了兩個主要的靈長類亞目之一的簡鼻亞目。該組別包括了人類。其他更原始的靈長類動物（原猴）具有製造維他命C的能力。合成並不會發生於大多數蝙蝠或囓齒科的物種身上，包括豚鼠和水豚，但它確實發生在其他囓齒動物身上，包括大鼠和小鼠。
爬行動物及年長的鳥類，牠們的腎臟會產生抗壞血酸。最近代的鳥類和大多數哺乳動物中，牠們的肝臟中會產生抗壞血酸。許多雀形目的鳥類也無法自然合成，但不是全部也是如此，那些沒有明顯關係的；有一種理論認為，這種能力會在鳥類中有多次獨立喪失的。特別是，推測維他命C的合成能力經已喪失，然後至少在兩種情況下重新獲得。大約有96％的魚類（真骨類）也已經喪失了合成維他命C的能力。
經過測試的大部分蝙蝠家族（翼手目），包括主要以昆蟲和水果為糧食的蝙蝠家族，牠們都不能合成維他命C。在涵蓋了6個蝙蝠家族的測試範圍中，當中34種蝙蝠裡只有一種通過測試，檢測到微量的古洛內酯氧化酶。至少有兩種蝙蝠：以果實為食的棕果蝠及以昆蟲為食的大蹄蝠，牠們能保持（或恢復）生產維他命C物質的能力。
一些物種（包括人類）能夠透過利用氧化的維他命C循環來湊合飲食中獲取較少的可用量。
以每公斤體重攝取1毫克維他命C為基礎，大部分類人猿下目的物種每天所攝取的量高於官方建議人類攝取量的10至20倍。這種差異構成了有人爭議參考膳食攝取量過低。然而，猿類攝取量並不等於猿類的營養需求。估計成年的大猩猩每天攝取約 4 至 5 克維生素 C，那是每天進食25公斤果實、葉子的結果，不等同大猩猩每天需要 4 至 5 克維生素 C。默克公司的獸醫手冊，人之外的靈長類動物每日攝取3-6毫克/公斤維生素C即可預防壞血病。 相比之下，一些國家的成年人建議膳食攝取量則為1-2毫克/公斤。有論點指人類在攝取飲食中維他命C後非常擅長保留，並能夠在飲食攝入量少得多的情況下透過回收氧化的維生素C來維持與猿猴相媲美的血液中維他命C濃度。

### 植物合成途徑

植物中的維他命C生物合成。

植物中抗壞血酸有許多不同的生物合成途徑。這些途徑大多數來自糖酵解和其他途徑中發現的產物。例如，一種途徑是穿過植物細胞壁聚合物。植物抗壞血酸的生物合成途徑最主要的似乎是L-半乳糖。L-半乳糖與L-半乳糖脫氫酶產生反應，從而內酯環打開並再次形成，但是內酯在C1上的羰基及C4上的羥基之間產生L-半乳糖內酯。然後，L-半乳糖內酯與線粒體的黃素酶半乳糖內酯脫氫酶產生反應，產生抗壞血酸。L-抗壞血酸對菠菜中的L-半乳糖脫氫酶具有負反饋的影響。雙子葉植物胚產生的抗壞血酸流出是公認的鐵還原機制，也是攝取鐵的必經步驟。
所有植物都能合成抗壞血酸。抗壞血酸的功能是作為涉及光合作用、植物激素合成的酶的輔助因子，它既是抗氧化劑，亦是其他抗氧化劑的再生劑。植物能利用多種途徑合成維他命C，主要途徑始於葡萄糖、果糖或甘露糖（所有單醣），變成L-半乳糖、L-半乳糖內酯和抗壞血酸。這裡存在著反饋調節，因為抗壞血酸的存在會抑制合成途徑中的酶。此過程遵循晝夜節律，因此酶表達於早晨達到高峰值，以在隨後的中午陽光強度需要高抗壞血酸濃度以支持生物合成。次要途徑可能特定於植物的某些部分；這些可能與脊椎動物途徑相同（包括GLO酶），或從肌醇開始並透過L-半乳糖酸轉變至L-半乳糖內酯以獲得抗壞血酸。

### 人工合成
維他命C通過兩條主要路徑以化學製造法和發酵及化學共享的製造法人工生產葡萄糖，而發酵法是用微生物或酶將有機化合物分解成其他化合物的方法：
- 在1930年代由瑞士化學家塔德烏斯·賴希斯坦（Tadeusz Reichstein）開發的賴希斯坦程序（英语：Reichstein process）。中国称为“莱氏法”。它使用一步（預）發酵，然後進行化學合成；
- 另一種是現代的兩步發酵程序，它源自20世纪60年代末由中国科学院微生物所的微生物學家尹光琳等发明的兩段發酵法，中国通称为“两步法”[194]，它是使用額外的發酵來取代後期的化學工序。

兩種方法的第一階段都相同，就是先將葡萄糖在高溫下還原而製成山梨醇，再將山梨醇透過（预）發酵轉化為山梨糖。
賴希斯坦程序把山梨糖加入丙酮製成二丙酮山梨糖（Di-acetone sorbose），然後再利用氯及氫氧化鈉氧化成為二丙酮古龍酸（Di-acetone-ketogulonic acid，DAKS）。DAKS溶解於混合的有機溶液中，經過酸的催化重組成為維他命C。最後粗製的維他命C經過再結晶提纯而成為純維他命C。归纳起来，分为五个步骤：发酵、酮化、氧化、转化和精制。賴希斯坦程序需要許多有機及無機化學物質和溶劑，例如丙酮、硫酸、氫氧化鈉等。雖然有些化合物可以回收重用，但是需要嚴格的環保控制和高昂的廢棄物處理費用。此程序多年來經過許多技術及化學的改進，使每個步驟的轉化效率都提高到90％，所以從葡萄糖製成的維他命C的整體效率為60％。此方法直至仍被西方大藥廠如羅氏公司、巴斯夫及日本的武田製藥等沿用至今。
兩步發酵程序是以另一發酵法代替賴希斯坦程序，用生物氧化代替化学氧化，省掉了酮化反应，由山梨糖直接產生另一種中間產物2-酮基古龍酸（2-Keto-L-gulonic acid, KGA）。最後將KGA轉化作維他命C的方法跟賴希斯坦程序相類似。兩步發酵程序比起賴希斯坦程序所使用的化學原料較少，成本因此降低，而且處理廢棄物的費用也減少。
兩種方法從葡萄糖補料中均產生約60％的維他命C。然而，兩步發酵程序的設備及操作投資都較低，生產成本只有賴希斯坦程序的三分之一。
在中國，1957年东北制药总厂研制出年产30吨的维生素C“莱氏法”生产线。1960年代中后期，中国科学院微生物所科研人员下厂参加劳动，获悉北京制药厂采用的一步发酵法（莱氏法）生产维生素C，在发酵工艺阶段经常因黑醋菌感染噬菌体影响产量、工艺流程污染严重、工人操作困难等问题。微生物所科研人员查阅文献和资料，认为可以探索生物氧化来代替化学氧化，用微生物转化山梨糖生成VC前体：2－酮基－L－古龙酸。微生物所相关科研人员全部下厂。于1969年2月6日与北京制药厂正式成立协作组，开展“二步发酵”课题攻关。1974年7月中华人民共和国燃料化学工业部主持维生素C二步发酵法鉴定会，明确肯定了“北京制药厂和微生物所首先找到了二步发酵新工艺的菌种，并初步确定了工艺路线”。1971年5月，北京市革命委员会计划组第九期简报报道了北京制药厂和微生物研究所研究成功维生素C二步发酵新工艺的消息。1971年9月在山西省太原市举行“全国维生素丙工业学大庆经验交流会”，北京制药厂在会上将二步发酵工艺作了全面系统的介绍，微生物所把N1197A分离纯化后得到的大小菌株无偿提供给与会各单位。会后全国各地相关药厂、科研单位普遍开展了二步发酵试验。1974－1978年微生物所继续二步发酵的研发，并协助上海第二制药厂解决生产性试验不稳定问题，还对各厂所用菌种进行了系统的鉴定。1975年，二步法工艺用于工业规模生产。1980年，在《微生物学报》发表了2篇有关2-KGA发酵的论文，一篇作者为严自正、陶增鑫等，另一篇为尹光琳、陶增鑫等。两步法获得了1983年1月国家发明二等奖，在美国、亚洲和欧洲获得专利。1986年，罗氏以550万美元从东方科学仪器进出口公司和中国医药对外经济技术合作总公司收购了这项专利，但中国保留了在国内免费试用该技术的权利。
目前中国所有維他命C产线均採用兩步發酵程序，許多西方藥廠也取得此方法的專利使用權，歐洲的新藥廠也開始使用兩步發酵程序，包括羅氏公司與BASF-Merck合作的計劃。
許多維他命在高溫、日曬，和水溶性的環境中表現不穩定。為避免維他命在使用過程中被分解，維他命可加入其他穩定劑或製作中的化學衍生物以維持其穩定性。市面出售的維他命C可製作成不同形式以適應不同方式的應用，例如不同純度的粉末和結晶體，也可製成維他命C化鈉及維他命C化鈣等衍生化合物。維他命C化鈉較適合作為肉類保鮮的抗氧化劑，維他命C化鈣則適合作為同時提供維他命C和鈣質的營養素。可以抗熱抗壓的單磷酸維他命C化鈣（Calcium Ascorbyl Monophosphate）主要是供應飼料加工業使用。其他特殊用途的維他命C產品，例如羅氏藥廠出品的「Stay-C」，它不容易於水中溶解，所以可作為魚類的飼料。
現在有許多製造維他命C的其他方法仍在研究發展中，當中最值得注意的有以下兩種方法：第一種是將葡萄糖直接發酵成為KGA，美國的Genencor、Eastman、Electrosynthesis、MicroGenomics等公司及美國阿岡國家實驗室（Argonne National Laboratory）正在進行研究；另一種則是把細菌進行基因重組，使它可能用於將葡萄糖一步發酵直接轉化成維他命C。
2017年，中國生產了約佔世界供應量的95％的抗壞血酸（維他命C），是中國最主要的維他命出口產品，該年的總收入為8.8億美元。由於各國對中國工業施加壓力，要求中止通常用於製造維他命C而燃燒煤，維他命C的價格僅在2016年就上漲了三倍，達到每公斤12美元。

## 在人体中的作用
维生素C治疗坏血病是250年来医学证实的事实。坏血病是长期缺乏维生素C的最终病况，它在人体上的表现是极度疲乏、肌肉无力、皮肤肿胀疼痛、牙龈出血、口臭、皮下及肌肉中血管破裂出血、关节软弱、骨骼脆弱以致骨折、虚脱、泻痢、肺脏及肾脏衰竭而导致昏迷以致死亡。由此可见维生素C对各个主要器官都有影响。
與脂溶性維生素（A、D、E 和 K）不同，維生素 C 不會儲存在體內。任何剩餘或過量的部份都會經由尿液排出體外。體內維生素C儲量有限，無法儲存，濃度最高的是腦下垂體、腎上腺、腦、白血球和眼睛。
腎上腺是人體含維生素C最高的器官。人體在緊張的時候，腎上腺分泌大量的腎上腺素到全身的肌肉中，準備好隨時動作，應付危機。腎上腺素是從酪氨酸（Tyrosine）制成多巴（Dopa），轉化成多巴胺（Dopamine），再轉化為降腎上腺素（Noradrenaline），最后制成腎上腺素。其中每一步驟都要消耗維生素C進行羥基化反應（Hydroxylation）。這是人和動物的腎上腺必須儲備大量維生素C的原因。
膠原（Collagen）是一種蛋白質，它存在人體的結締組織、血管和骨骼的組織及牙本質細胞之間，是動物體型的基本支撐物質。所以它可以使細胞排列緊密，皮膚緊緻，骨骼牙齒堅固。當受到外傷時或是手術後它可以幫助細胞修復、促進傷口的癒合。
维生素C促进胶原质的形成。胶原质是由两种胺基酸——甘氨酸（Glycine）和脯氨酸（Proline）组合成的聚合巨分子。胶原质的强度是因为消耗维生素C方才使吡咯氨酸醇化而加强了巨分子间的吸引力。缺乏维生素C时胶原质的强度不足，则所有的器官组织都减弱而产生各种疾病，最严重的时候就成为坏血病。正常人的血管壁细胞，由于有胶原质填塞所以能排列整齐，并确保其严密性。当缺乏维生素C时，血管组织的严密性受到损害，只要外界稍加压力，血液即自行渗出，这就是所谓的坏血病最表面的现象。合成胶原质时必定消耗维生素C，所以要维持身体各个器和组织器官的健康，必须经常摄取足够的维生素C。
壞血病是維生素C枯竭的終結症狀，它最明顯的特徵就是血管系統的崩潰。在長期缺乏維生素C的情況下，血管的組織減弱因此導致各種心臟和血管的疾病。血管之中冠狀動脈是受壓力最高的部分，為了防止冠狀動脈滲血及破裂，血管自行修補的方法一是加厚血管而使血管硬化，二是沈積膽固醇堵塞滲血的漏洞而使血管阻塞。維生素C可以降低血液中的LDL含量，提高血液中的HDL含量，前者會導致動脈硬化而後者會降低動脈硬化風險。
通常建議以每日劑量 100 毫克維生素 C 治療壞血病，但每天10 毫克即可改善。大多數壞血病會在 2 週內完全康復。
赖斯医师Rath和鲍林Pauling发现大量的维生素C加上离氨基酸（Lysine）和吡咯氨基酸（Proline）可以清除冠状动脉现有沈积的粥样硬化块（Plaques）。
尽管在上世纪70年代，有医生报告大剂量的维生素C可以帮助治疗癌症，但更新的进一步研究表明维生素C并无此作用。
眼睛中的晶状体和视网膜都含有高浓度的维生素C。缺乏维生素C时，晶状体中的胶原质就失去它的透明性而产生白内障。维生素C也可以降低眼球内液体的压力，避免青光眼的病症。
肉碱是一种氨基化合物，它在肌肉组织中帮助肌肉获得收缩需要的能量；也是由赖氨酸经过羟化而制成的。这个羟化反应，也要消耗维生素C。肉碱是脂肪酸氧化产生能量之重要运送者，因此当维生素C缺乏时，就会使人感到精神不济，同时血液中亦会积存多量的中性脂肪。
维生素C可以增强血管的组织和减少血液中胆固醇的含量，对于动脉硬化性心脏血管的疾病与高血压、中风等的成人病都有很好的预防和治疗效果。缺乏维生素C时，胆固醇不易分解成胆酸，而使血清胆固量提高，容易导致血管粥状硬化及血栓症。
免疫系統的主要工作是由白血球和淋巴球來完成的。这二者中維生素C的含量是血液中維生素C含量的30倍。白血球和淋巴球必須有足夠維生素C才能吞噬濾過性病毒與細菌，所以人體的免疫力，是和維生素C的存量是切切相關的。維生素C有很強的還原的能力。體內許多生化反應都需要維生素C的幫助才得以完成。維生素C可避免白血球受自體氧化的傷害，因此可強化免疫系統。
服用大量维生素C会增加血液中IgA，IgG及IgM等抗体的浓度。这些抗体附着在外来的病毒和细菌上，指引白血球和淋巴球来将它们消灭。
維生素C可以幫助鈣、磷、鐵這類的礦物質在小腸的吸收，所以對於貧血或是骨質疏鬆症者很有幫助。大多數鈣、磷、鐵的化合物，都不溶於水，所以不容易被人體吸收。維生素C的鈣、磷、鐵鹽則有很高的水溶解性，所以能夠幫助這類的礦物質在小腸的吸收。
維生素C是一種抗氧化極強的物質，對於人體長期暴露在不良的環境中（過氧化脂質、抽煙、喝酒、蟲蛇咬傷及許多化學毒素）所產生的自由基物質，都可以有效的清除。醫學界認自由基與癌症或老化的發生有關。亞硝酸胺是一種致癌物質，體內若有足量維生素C存在時，就可以防止醃肉用的亞硝酸轉化產生亞硝酸胺。
維生素C參與人體內許多的生化反應，缺乏維生素C時這些反應都不能順利進行，在許多相關的器官中產生病變。大多數動物都能在肝臟中自行生產維生素C，所以很少會染上普通感冒，冠狀動脈阻塞和癌症這些人类特有的病症。
亦有研究指出口服的維他命C，在供應給全身所需後，留給皮膚的只剩下5％至7％。因此直接經由皮膚吸收，能發揮更大的功效 。
維生素C外用製劑有多種活性形式。在所有形式中，L-抗壞血酸的生物活性最高，是一種帶電親水性且不穩定的分子，由於角質層的疏水性，其滲透性較差。 L-抗壞血酸還是一種分子，這進一步限制了其滲透性。 為穩定分子，提高滲透性可將pH值降低到3.5以下。皮膚中的維生素 C 通常來自血液運輸。

## 藥理學

### 藥效學
維他命C — 特別是抗壞血酸的形式 — 透過充當酶基質及或輔因子和電子供體以在人體中發揮多種生理功能。這些功能包括膠原蛋白、肉鹼和神經遞質的合成；酪氨酸的合成和異化作用；和微粒體的代謝。在生物合成過程中，抗壞血酸充當還原劑，供應電子並防止氧化，從而把鐵和銅原子保持在還原狀態。
維他命C充當以下酶的輔助因子：
- 在合成膠原蛋白中，三個組別的酶（膠原蛋白脯氨酸雙加氧酶（英语：Procollagen-proline dioxygenase）、脯氨酰4-羥化酶亞基α-1（英语：P4HA1）及賴氨酰羥化酶（英语：Lysyl hydroxylase））是脯氨酸及離胺酸羥基化所需的酶[229][230][231]。這些反應透過膠原蛋白脯氨酸雙加氧酶和賴氨酰羥化酶向膠原蛋白分子的氨基酸脯氨酸或賴氨酸添加到氫氧化物上，兩者都需要維他命C作為輔因子。維他命C作為輔因子的作用是把脯氨酰羥化酶和賴氨酰羥化酶從Fe2+氧化為Fe3+，並將其從e3+還原為Fe2+。羥化使膠原蛋白分子呈現三重螺旋結構，因此維他命C對疤痕組織（英语：Granulation tissue）、血管和軟骨的發育和維護至關重要[34]。
- 三甲基賴氨酸雙加氧酶（英语：Trimethyllysine dioxygenase）和伽瑪甜菜鹼雙加氧酶（英语：Gamma-butyrobetaine dioxygenase）這兩種酶對於合成肉鹼是]必需的[232]。肉鹼對於三磷酸腺苷的生成過程中脂肪酸轉變為線粒體的傳輸至關重要。
- 缺氧誘導因子脯氨酸雙加氧酶（英语：Hypoxia-inducible factor-proline dioxygenase）（亞型：EGLN1、EGLN2（英语：EGLN2）和EGLN3（英语：EGLN3））[232][233]
- 多巴胺β羥化酶參與了來自多巴胺的去甲腎上腺素的生物合成中[234][235]。
- 缺氧誘導因子脯氨酸雙加氧酶（英语：Peptidylglycine alpha-amidating monooxygenase）透過從其c-末端甘氨酸殘基（c-terminal glycine residues）上除去乙醛酸殘基（glyoxylate residue）以酰胺化肽類激素。這增加了肽激素的穩定性和活性[236][237]。

### 藥代動力學

#### 吸收過程
來自美國國立衛生研究院：「（人類）每天攝入30-180毫克的中等攝入量，大約吸收了70％–90％的維他命C。然而若劑量超過每天1,000毫克，吸收率將下降至低於50％。」它透過對葡萄糖敏感及對葡萄糖不敏感機制的腸道運輸，因此腸道中會出現大量糖的存在而減慢了吸收。
抗壞血酸透過主動運輸和簡單擴散被人體吸收。鈉依賴性主動轉運 — 抗壞血酸鈉輔助轉運蛋白（SVCT）和己糖轉運蛋白（GLUT）— 是主動吸收所需的兩種轉運蛋白。SVCT1和SVCT2透過質膜導入抗壞血酸的簡化形式。己糖轉運蛋白１和己糖轉運蛋白３都是葡萄糖轉運蛋白，並僅轉移維他命C的脫氫抗壞血酸（DHA）形式。儘管脫氫抗壞血酸的吸收速率比抗壞血酸鹽高，但在正常情況下，在血漿和組織中發現的脫氫抗壞血酸含量較低，細胞會迅速把脫氫抗壞血酸還原為抗壞血酸。

#### 傳輸
SVCT似乎是體內運輸維他命C的主要系統，值得注意的例外是紅血球，它在成熟過程中會丟失SVCT蛋白。在兩種維他命C合成器（例如大鼠）及非合成器（例如人類）中，除極少數情況外，發現細胞會維持抗壞血酸濃度遠高於每升血漿中約50微摩爾（µmol / L）。例如，腦垂體的抗壞血酸含量和腎上腺可以超過2,000 µmol/L，而肌肉為200-300 µmol/L。已知的抗壞血酸輔酶功能不需要如此高的濃度，因此可能還有其他未知功能。這一切的器官內的血漿維他命C的含量並非全身狀況的良好指標，而人們在攝入維他命C含量很低的飲食時，表現出缺乏症狀的時間可能會有所不同。

#### 排泄/分泌物
抗壞血酸可以經由尿液排泄出去。在人類，當飲食攝入量低時，維他命C會被腎臟再吸收而不是排出體外。僅當血漿濃度為1.4 mg/dL或更高時，再吸收才會下降，多餘的水分會自由進入尿液。此打撈過程會延遲了缺乏症的發作。抗壞血酸還（可逆地）轉化為脫氫抗壞血酸（DHA），並且從該化合物由此不可逆轉地轉化為2,3-二酮戊二酸，然後就是草酸鹽。這三種化合物也通過尿液排出。將DHA轉化為抗壞血酸方面，人類比天竺鼠的表現較好，因此需要更長的時間才能表現缺乏維生素C。

## 副作用
維他命C是水溶性維生素，通常耐受性良好。從飲食過量的攝取不會被吸收，血液中過量的維他命C會迅速隨尿液排泄，因此其急性毒性表現非常低。當服用超過兩至三克時可能會引起腹瀉，尤其是空腹服用時。然而，以抗壞血酸鈉及抗壞血酸鈣形式的服用維他命C可能會把此影響最小化 。大劑量服用可能會導致的其他症狀包括噁心、腹部絞痛和腹瀉，這些作用歸因於未吸收的維他命C通過腸道的滲透作用而產生。從理論上講，高劑量的維他命C攝取可能導致鐵的過度吸收。在健康受試者於補充劑的綜述中沒有報告這個問題，但未經證實的是，遺傳性HFE遺傳性血色病的個體可能會受到不良影響。
醫界長久的認知裡常見「維他命C會增加腎結石的風險」，但其實這認知缺乏實證。「有關攝入過量的抗壞血酸導致形成腎結石的報告僅限於腎病患者。」2003 年的一項評論指出，「流行病學研究數據並不支持健康個體攝取維他命C過量與腎結石形成之間的關聯」。但一項大型且為期多年的試驗確實報告了經常服用維他命C補充劑的男性中，患上腎結石的情況增加近兩倍。

## 治疗作用
维生素C在各个器官中已经知道的治疗作用可以总结如下：
- 在白血球中协助噬食细菌、病毒及毒素，维持免疫系统
- 在肾上腺中制造肾上腺素，应付危机
- 在晶状体中保持晶状体的透明，防止白内障及青光眼
- 在大脑及神经系统中维持思想及控制肌肉的工作[249]
- 在表皮层中更新皮肤
- 在睾丸中维持精子的运动能力[250]，且能降低精子的凝集力，有利于精液液化。
- 在肝脏中促进排出毒素
- 在肺脏中可以预防因病毒而感染的肺炎[251]
- 在血液中可提高健康成人的紅血球穀胱甘肽水平，幫助清除自由基